# Plenarsaal

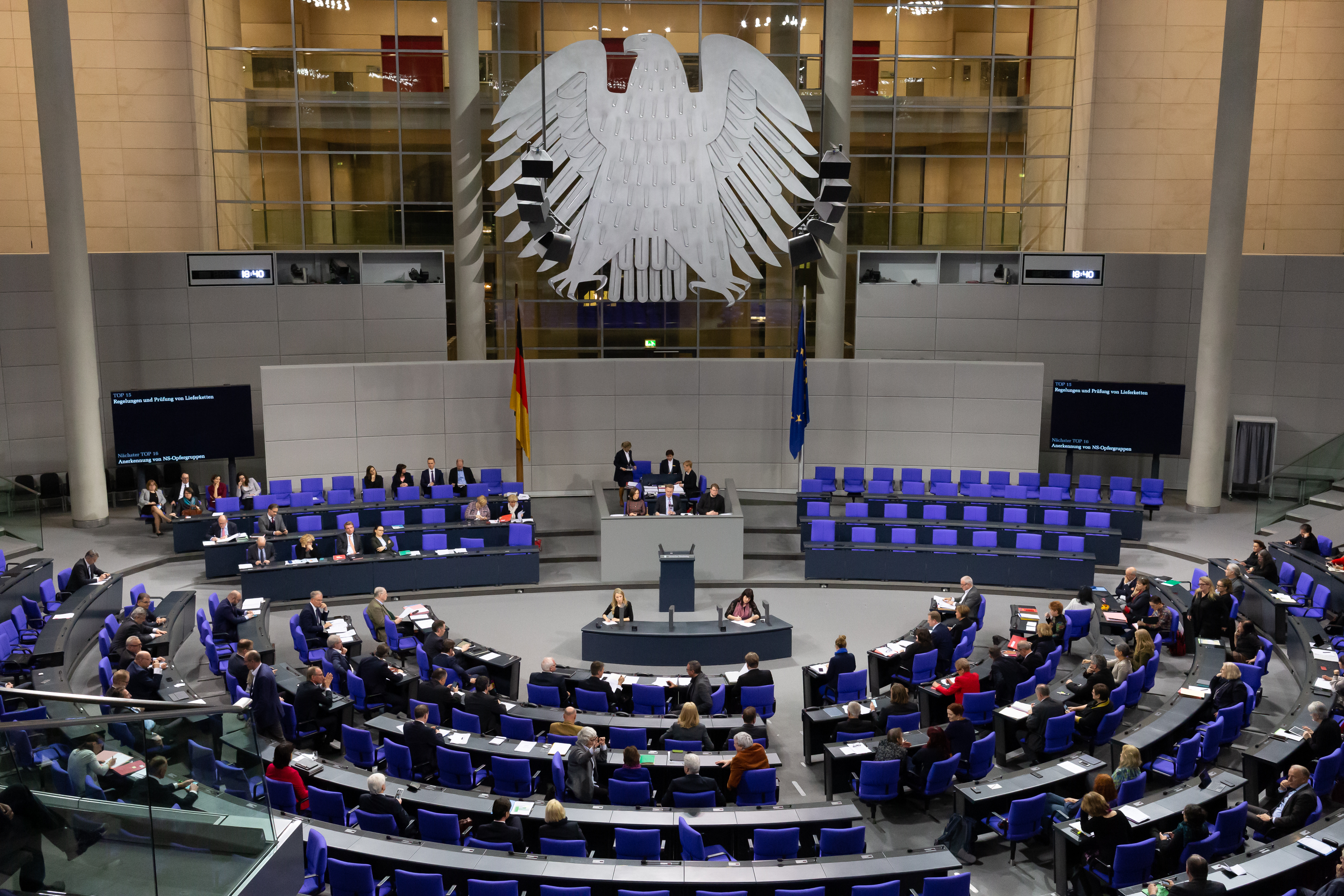
Plenarsaal des Deutschen Bundestages (2020)

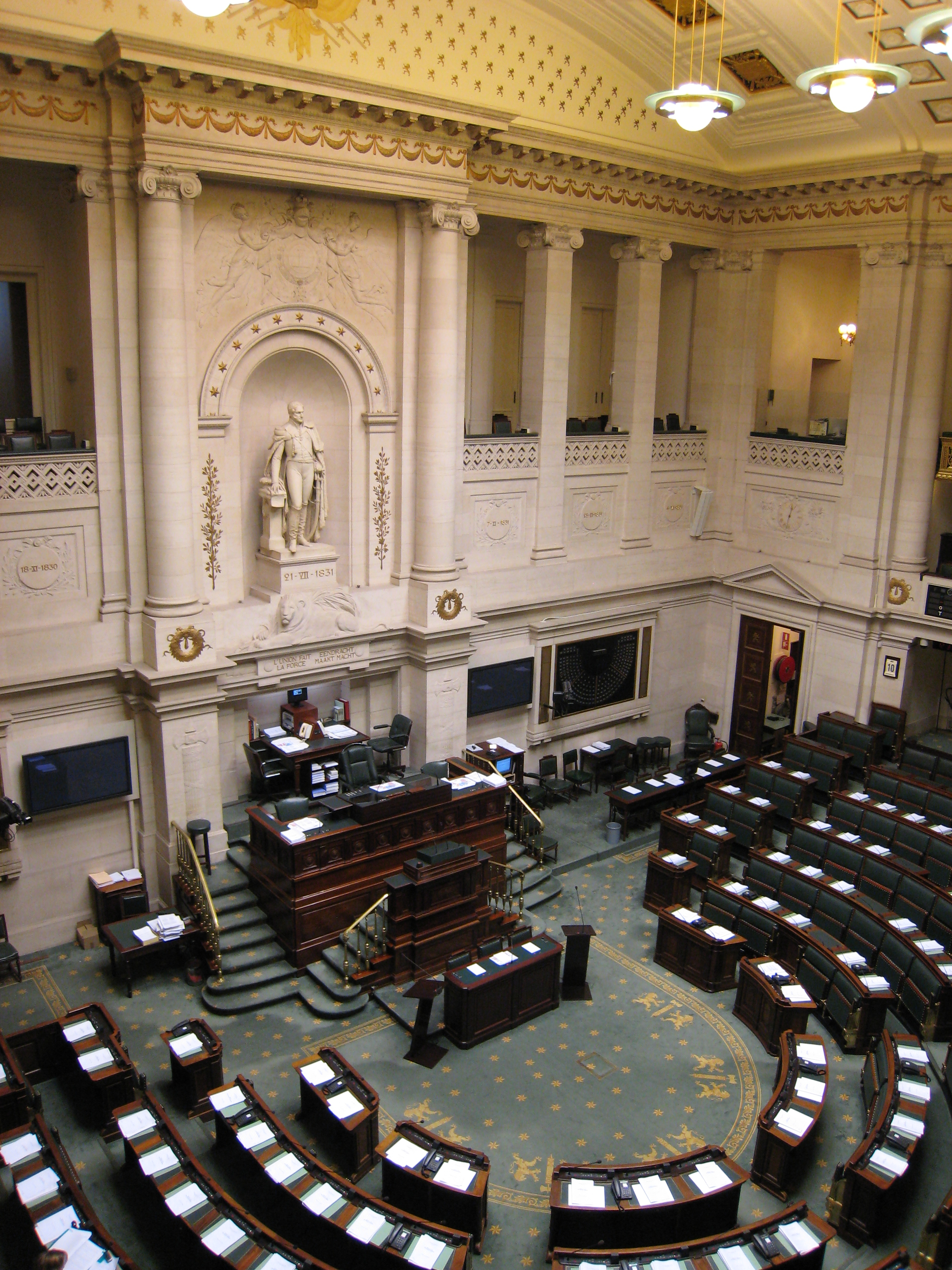
Belgische Abgeordnetenkammer mit Hemicycle (Halbrund)

Als Plenarsaal bezeichnet man den Raum, in dem das Plenum einer Organisation tagt. Im heutigen Sprachgebrauch bezeichnet der Plenarsaal fast ausschließlich den zentralen Raum eines Parlaments, in dem die ordentlichen Sitzungen der Volksvertretung abgehalten werden.
Zentraler Ort ist dabei das Rednerpult, dem die Sitzplätze der Parlamentarier gegenüber angeordnet sind. In kontinentaleuropäischen parlamentarischen Versammlungen sind dabei vom Redner aus rechts traditionell die Konservativen, in der Mitte die Liberalen und links die Sozialisten platziert. Im Rücken des Redners ist meist die Tagungsleitung, das Präsidium, angeordnet. Die Regierung sitzt oft von den Abgeordneten getrennt auf der Regierungsbank.
Der halbkreis- oder hufeisenförmigen Sitzanordnung der meisten Parlamente folgt oft die gesamte räumliche Gestaltung einschließlich der Podien und des Gebäudekörpers. In vielen Ländern sowie im Europäischen Parlament wird der Plenarsaal nach dem lateinischen Begriff für Halbrund auch als „Hemicycle“ bezeichnet. Häufig sitzt die größte Partei hierbei an der Mitte eines Halbkreises oder die beiden größten Parteien sitzen sich in einer hufeisenförmigen Anordnung gegenüber.
Im britischen Westminster-System hingegen ist eine Anordnung mit sich gegenüberliegenden aufsteigenden Sitzreihen üblich.